# Ore

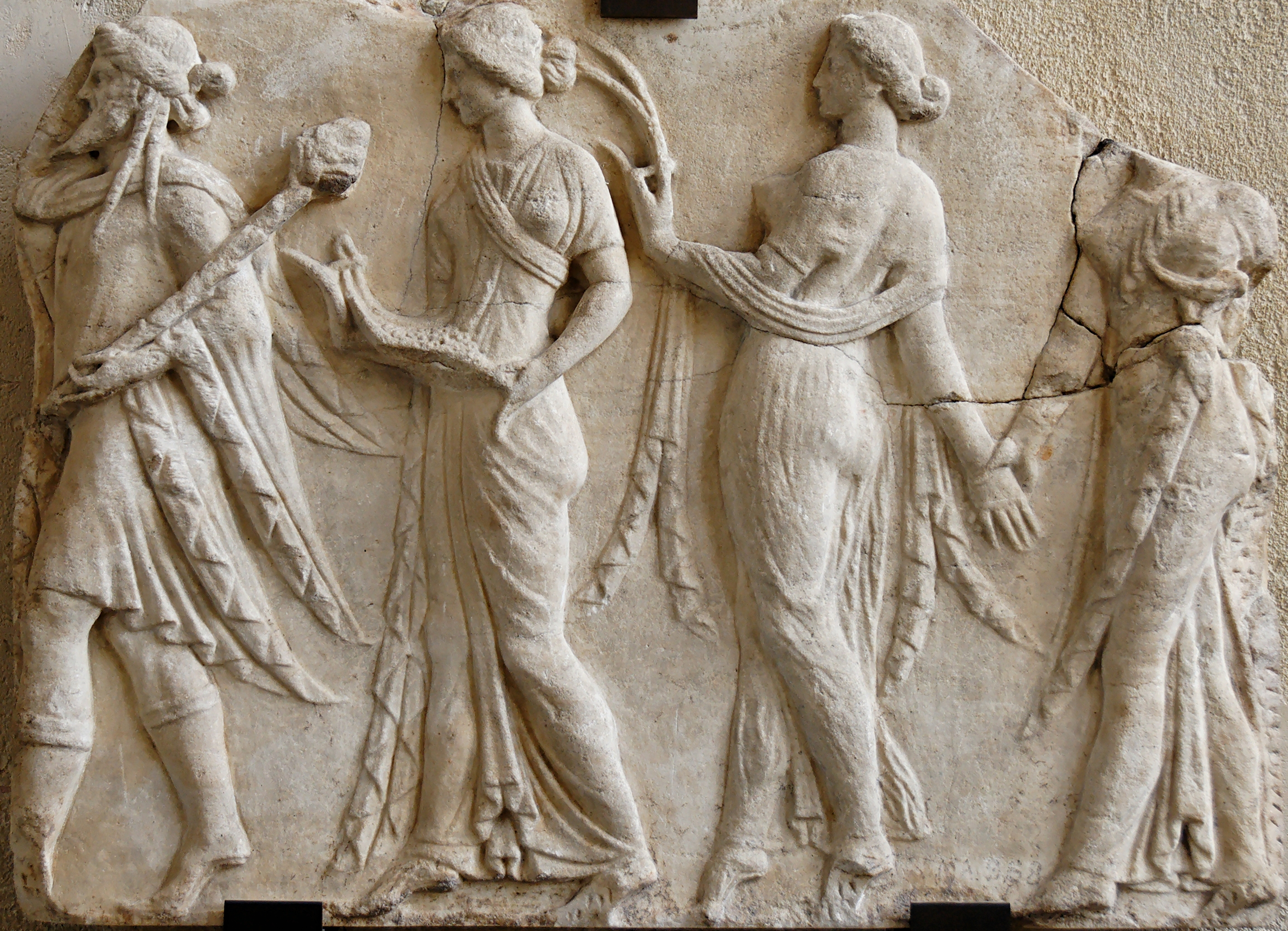
Dioniso e le Ore (Museo del Louvre)

Le Ore (o Stagioni; in greco antico: Ὧραι?, Hṑrai) sono figure della mitologia greca, figlie di Zeus e di Temi.

## Mitologia greca e romana
Le Ore erano sorelle delle Moire e venivano considerate le custodi dell'Olimpo.
In origine erano tre e simboleggiavano il regolare scorrere del tempo nell'alterna vicenda delle stagioni (primavera, estate e autunno fusi insieme, inverno); poi ne fu aggiunta una quarta (allusione all'autunno); in epoca romana finirono col personificare le ore come unità di misura del tempo, divenendo prima 12 e poi 24.
Le Ore si presentano in duplice aspetto:
- In quanto figlie di Temi (l'Ordine universale), assicuravano il rispetto delle leggi morali;
- In quanto divinità della natura, presiedevano al ciclo della vegetazione.

Questi due aspetti spiegano i loro nomi:
- Eunomia, la Legalità;
- Dike, la Giustizia;
- Irene, la Pace;

oppure:
- Tallo, la Fioritura primaverile;
- Auso, il Rigoglio estivo;
- Carpo, la Fruttificazione autunnale.

Inoltre il mitografo romano Igino introduce un terzo elenco di nomi:
- Ferusa, la sostanza
- Euporia, l'abbondanza
- Ortosia, la prosperità

Le Ore sorvegliavano le porte della dimora di Zeus sull'Olimpo aprendole e richiudendole per disperdere o accumulare una densa cortina di nuvole; servivano Era, che avevano allevata; attaccavano e staccavano i cavalli dal suo cocchio e da quello di Elio; inoltre, insieme con le Cariti, facevano parte del corteo di Afrodite e di Dioniso. Tallo, Auso e Carpo, accompagnate da Chione, costituivano anche il seguito di Persefone, un'altra divinità associata al succedersi delle stagioni.
Gli antichi le rappresentavano come leggiadre fanciulle stringenti nella mano un fiore o una pianticella, immaginandole peraltro brune e invisibili con riferimento alle ore della notte; ma, se si eccettua un presunto matrimonio di Carpo con Zéfiro, non ne fecero le protagoniste di alcuna leggenda. Le onoravano con un culto particolare ad Atene (dove fu loro consacrato un tempio), ad Argo, a Corinto, a Olimpia.